# 7379 Наояімае
7379 Наояімае (7379 Naoyaimae) — астероїд головного поясу, відкритий 1 березня 1981 року.
Тіссеранів параметр щодо Юпітера — 3,372.
Названо на честь Наоя Імае (яп. なおや・いまえ(今栄直也) наоя імае)